# 沙堰镇
沙堰镇，是中华人民共和国河南省南阳市新野县下辖的一个乡镇级行政单位。

## 行政区划
沙堰镇下辖以下地区：
翟庄村、李庄村、霞雾溪村、南村、北村、拐里村、吕营村、冀庄村、陈营村、曹坡村、李营村、肖庄村、丁庄村、叶桥村、赵湖村、夏官营村、车湾村、焦店村、孟营村、贺庄村和秦堰村。